# Lamproclytus elegans
Lamproclytus elegans là một loài bọ cánh cứng trong họ Cerambycidae.